# نتینیم
نتینیم (انگلیسی: Nethinim) نامی بود که به دستیاران هیکل سلیمان در اورشلیم داده می‌شد. این اصطلاح در اصل در کتاب یوشع (جایی که در شکل کلامی آن یافت می‌شود) به Gibeoniteها اطلاق می‌شد. بعداً، در کتاب عزرا، آنها در کنار «خادمان سلیمان» شمارش می‌شوند. این احتمال وجود دارد که نتینیم‌ها از غیر اسرائیلی‌ها باشند. در مورد اینکه آیا جبعونیان در یوشع باید به نتینیم متون بعدی متصل شوند یا خیر، اختلاف نظر وجود دارد.